# Over Bleed
Over Bleed (激流血, Geki ryūketsu) est un seinen manga de 28Round (duo d'auteur coréen composé de Jun Sang Young et Park Jungki), prépublié dans le magazine Young Gangan et publié par l'éditeur Square Enix en trois volumes reliés sortis entre juillet 2008 et novembre 2008. La version française est éditée par Ki-oon en trois tomes sortis entre octobre 2010 et avril 2011.

## Synopsis
Kei est un jeune lycéen qui se fait régulièrement martyriser par certain de ses camarades en toute impunité. Kei fini par accepter de se suicider avec son ami d'enfance Akira, afin de mettre un terme à ces humiliations quotidienne. Cependant, la tentative échoue pour Kei, mais pas pour Akira qui décède.
Quelques mois plus tard, Kei découvre sur internet des vidéos de combat de rue, et croit y reconnaitre Akira qui y affront des adversaires.Il décide de s’inscrire à ces combats de rue afin de remonter sa piste et découvrir le fin mot de l'histoire. 

## Liste des volumes
| no | Japonais         | Japonais          | Français        | Français          |
| no | Date de sortie   | ISBN              | Date de sortie  | ISBN              |
| -- | ---------------- | ----------------- | --------------- | ----------------- |
| 1  | 25 juillet 2008  | 978-4-7575-2188-9 | 14 octobre 2010 | 978-2-35592-143-8 |
| 2  | 25 juillet 2008  | 978-4-7575-2333-3 | 13 janvier 2011 | 978-2-35592-228-2 |
| 3  | 25 novembre 2008 | 978-4-7575-2434-7 | 28 avril 2011   | 978-2-35592-260-2 |

## Réception
Le premier tome de la série reçoit des critiques encourageantes lors de sa sortie en France. Adala-news.fr considère qu'Over Bleed est une « œuvre marquante par sa violence mais surtout par son réalisme ». Le site web julientellouck.com juge que « ce premier tome d'Over Bleed remplit ses engagements en nous proposant les bases d'une histoire qui semble prenante (surtout dans sa dernière partie) ancrée dans un univers riche et intense au premier abord ».

### Édition japonaise
Square Enix
1. 1 2  (ja) « Tome 1 »
2. 1 2  (ja) « Tome 2 »
3. 1 2  (ja) « Tome 3 »

### Édition française
Ki-oon
1. 1 2  « Tome 1 »
2. 1 2  « Tome 2 »
3. 1 2  « Tome 3 »